# Полин лікарський
Полин лікарський, полин Боже дерево (Artemisia abrotanum) — вид квіткових рослин родини айстрові (Asteraceae).

## Поширення
Батьківщиною полину лікарського є Південно-Східна Європа, Мала Азія та Іран. Інтродукований у Східній та Західній Європі, Північній Америці

## Морфологія
Багаторічний чагарник заввишки до 1,5 м. Корінь дерев'янистий, товстий. Стебла прямі. Листя голе, двічі-тричіперисторозсічене, верхні листочки — цілісні. Квітки жовті, в яйцеподібно-кулястих або майже кулястих кошиках, зібраних на верхівці стебла і бічних пагонах в китиці, що утворюють суцвіття. Плоди — плескуваті борознисті сім'янки.
Рослина містить ефірні олії (0,3 %), флавоноїдні з'єднання, дубильні і гіркі речовини, а також алкалоїд обретанін.

## Використання
У народній медицині настій трави застосовують як антигельмінтний засіб, при порушеннях менструального циклу, а також (у вигляді компресів) при ударах і вивихах.
У кулінарії сушений полин лікарський додають до смаженого м'яса, качки, гуски і в соуси. Рослиною ароматизують кондитерські вироби, оцет, майонез, сир і салати. У деяких європейських країнах випікають хліб з додаванням ялівцевих ягід і полину лікарського.
У Франції гілки рослини використовують для ароматизації одягу і запобігання її від молі. З гілок колись видобували жовтий барвник, яким фарбували вовняний одяг.